# Emília Kánya
Emília Kánya, verheiratete Feldinger, verheiratete Szegfi (* 10. November 1830 in Pest; † 29. Dezember 1905 in Fiume) war eine ungarische Publizistin, Schriftstellerin und Übersetzerin und die erste weibliche Herausgeberin der Habsburgermonarchie. Sie gilt als erste ungarische Feministin.

## Leben und Wirken
Emilia Kánya gab 1860 bis 1880 nach langen Streitigkeiten mit der Bürokratie, die Zeitschrift Családi Kör (Der Familienkreis) heraus, musste diese aber 1880 wegen finanzieller Probleme verkaufen; (nach dieser Transaktion wurde sie Sekretärin der Országos Nöipar Egyesület). 1861 bis 1864 gab Kánya das Magyar Nök Évkönyve („Ungarisches Frauen-Jahrbuch“) heraus. 1867 gründete sie die Schriftenreihe Magyar Hölgvek Könyvtára (Bibliothek für ungarische Frauen); die mit einem ihrer eigenen Romane Búvirágok (Blumen der Traurigkeit) eröffnet wurde. Kánya veröffentlichte teilweise unter den Pseudonymen Emilia Irta und Emilie Szerkeszti.
Kánya war an der Gründung und Organisation der Vereine „Magyar Gazdaasszonyok Egyesülete“ (Vereinigung ungarischer Bäuerinnen), „Országos Nöképzö Egyesület“ (Nationale Vereinigung für Frauenbildung) und „Országos Nöipar Egyesület“ (Nationale Frauen-Handelsorganisation), letzterer mit zugehöriger Schule, beteiligt. Nach dem österreichisch-ungarischen Ausgleich nahm Kánya u. a. 1873 an der Frauenausstellung in Wien teil.
Nach der Trennung von ihrem Ko-Editor und zweiten Ehemann Mór Szegfi ging Kánya mit ihrer Tochter nach Fiume. Ihr Grab mit einem Grabstein des ungarischen Bildhauers Bela Gerenday befindet sich dort auf dem Campo-Santo-Friedhof.

## Veröffentlichungen
- Sziv es elet. Beszelyek. (Szegfi Morne.) (Herz u. Leben.) hung. Emich, Pest 1859 (Signatur der ÖNB: 164604-B)
- Emilia Szerkeszti(Pseudonym): Csaladi Kör. Hetilap a müvelt magyar hölgyek szamara. (---, Szeg. fi Morne.) (Der Familienkreis.) Pest 1860 (Signatur der ÖNB: 399284-D)
- Emilia Irta (Pseudonym): Valsagos napok. Regeny. (-Emilia, Szegfi Morne). (Kritische Tage.) Rath, Pest 1860 (Signatur der ÖNB: 164643-B)
- Emilia Irta (Pseudonym): Beszelyek. es Vachott Sandome. (Erzählungen.) Engel, Pest 1861 (Signatur der ÖNB: 115232-A)
- Emilia Szerkeszti (Pseudonym): Magyar nök Evkönyve. (---, Szegfi Morne.) (Jahrbuch der ungar. Frauen.) Pest 1863  (Signatur der ÖNB: 398061-B)
- Emilia Irta (Pseudonym): Szeretet könyve. (Das Buch von der Liebe.) Emich, Pest 1863 (Signatur der ÖNB: 165433-B)